# Mojżesz

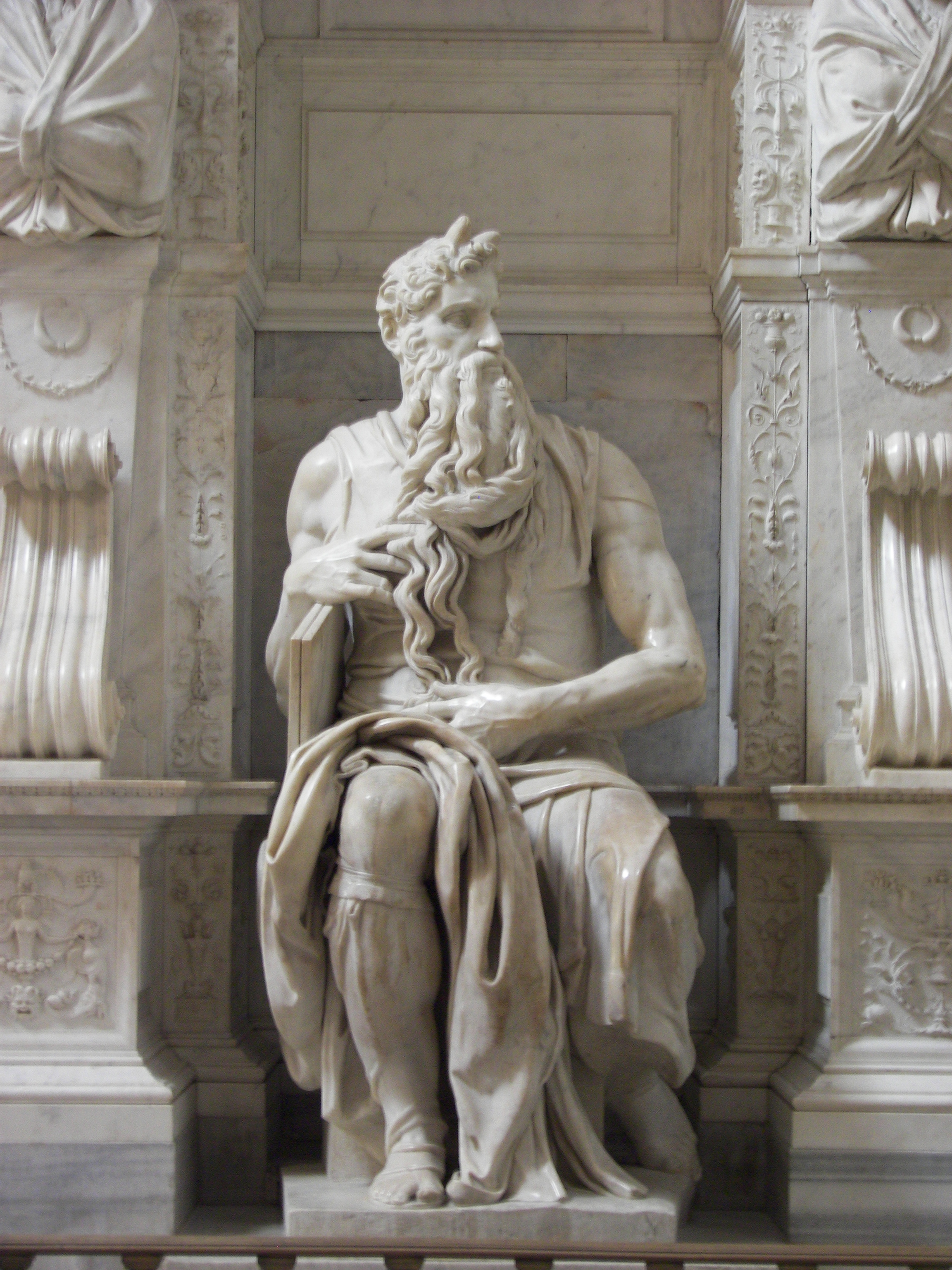
Mojżesz – rzeźba Michała Anioła z grobowca Juliusza II

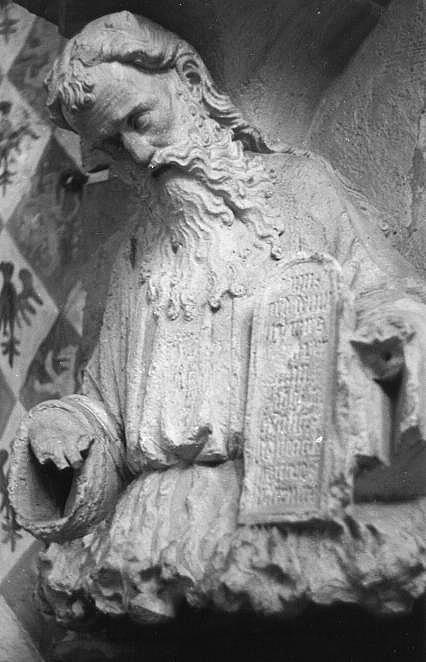
Gotyckie popiersie Mojżesza z Dekalogiem z bazyliki katedralnej św. Janów w Toruniu

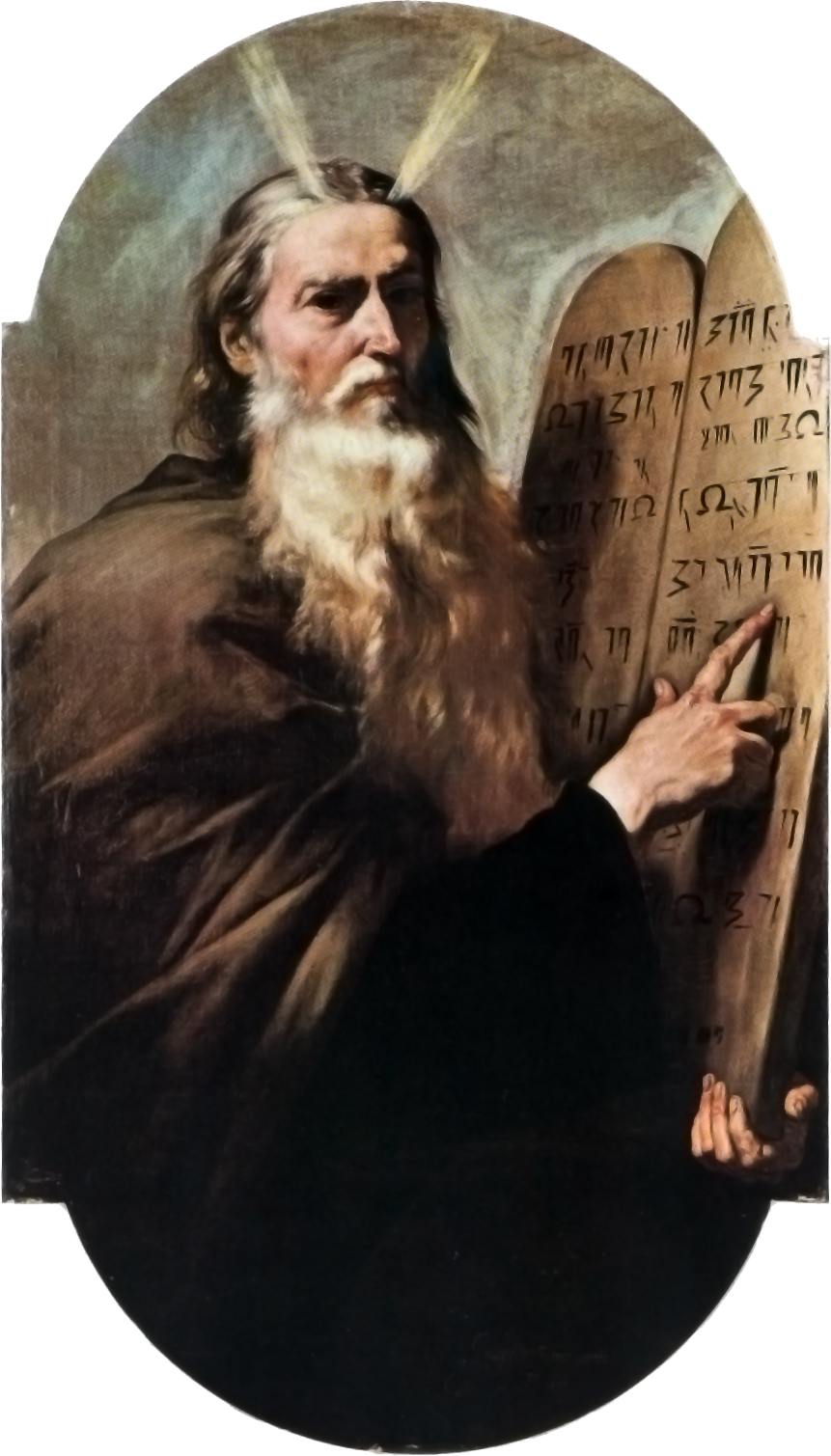
Obraz Mojżesz, 1638, Jusepe de Ribera.

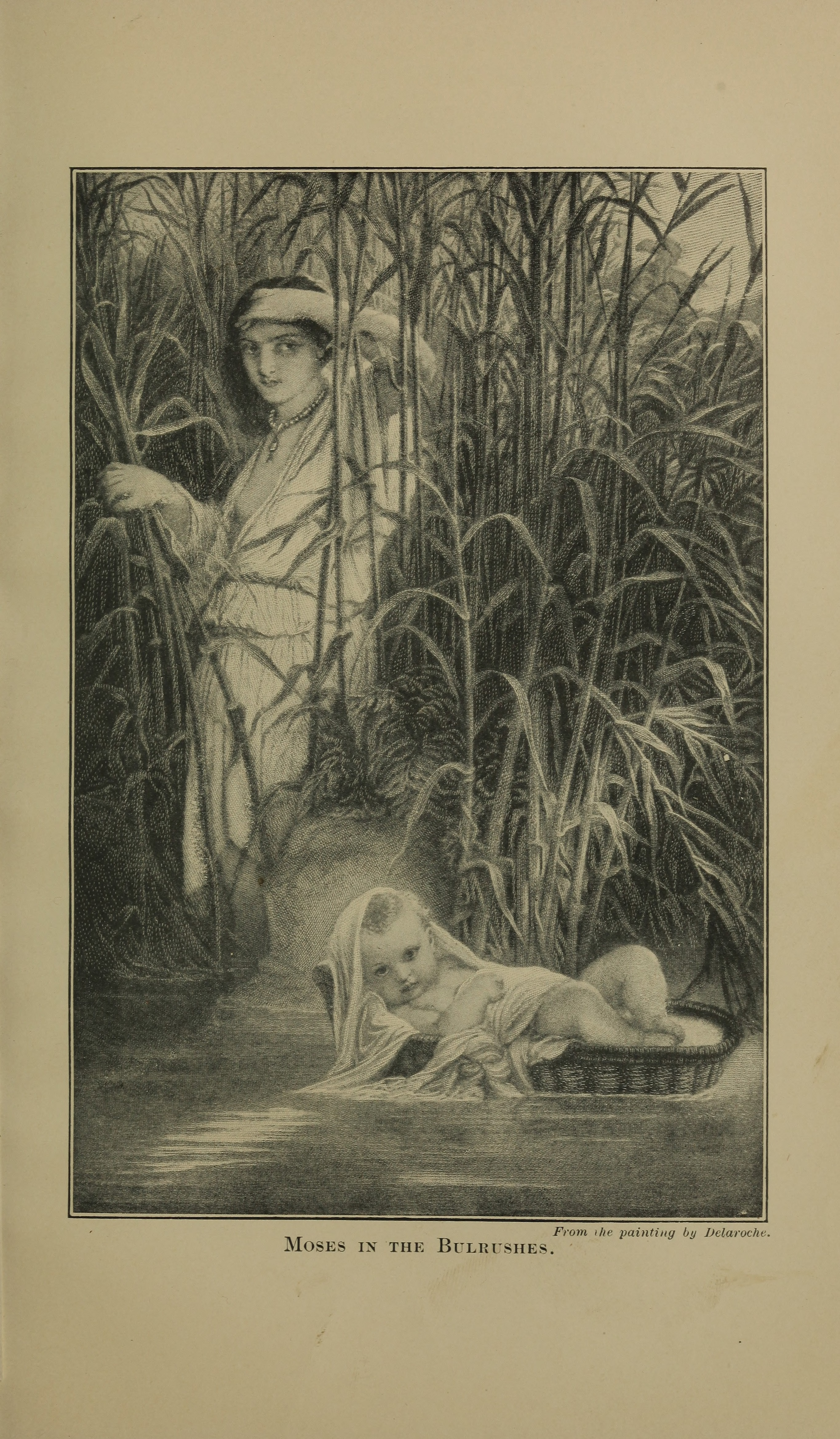
Mały Mojżesz i obserwująca go jego siostra (obraz z 1900 r.)

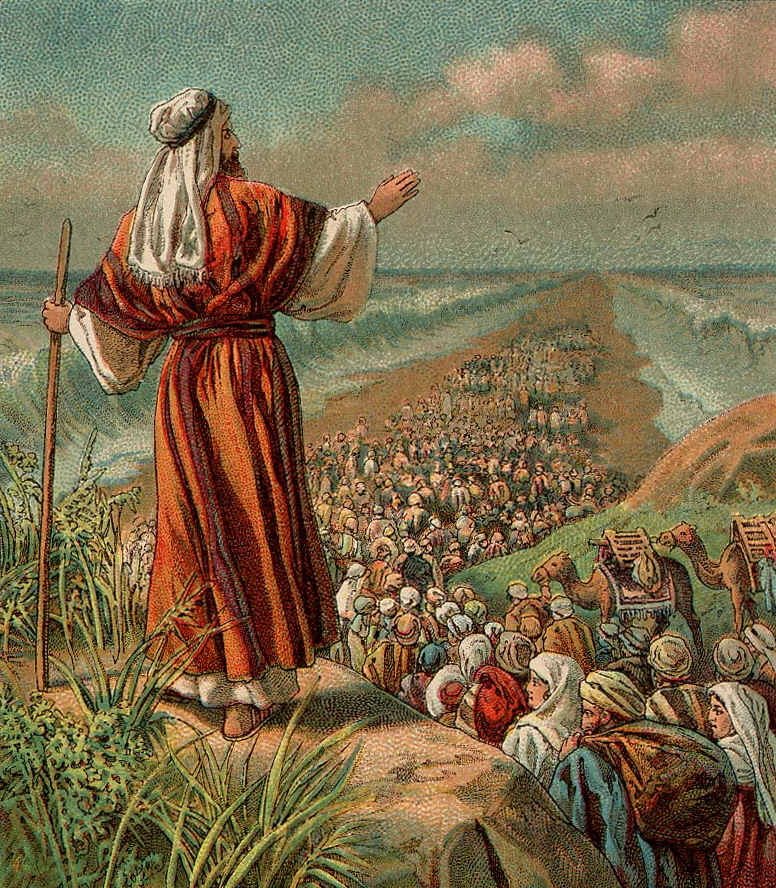
Przejście przez Morze Czerwone (ilustracja z 1907 r.)

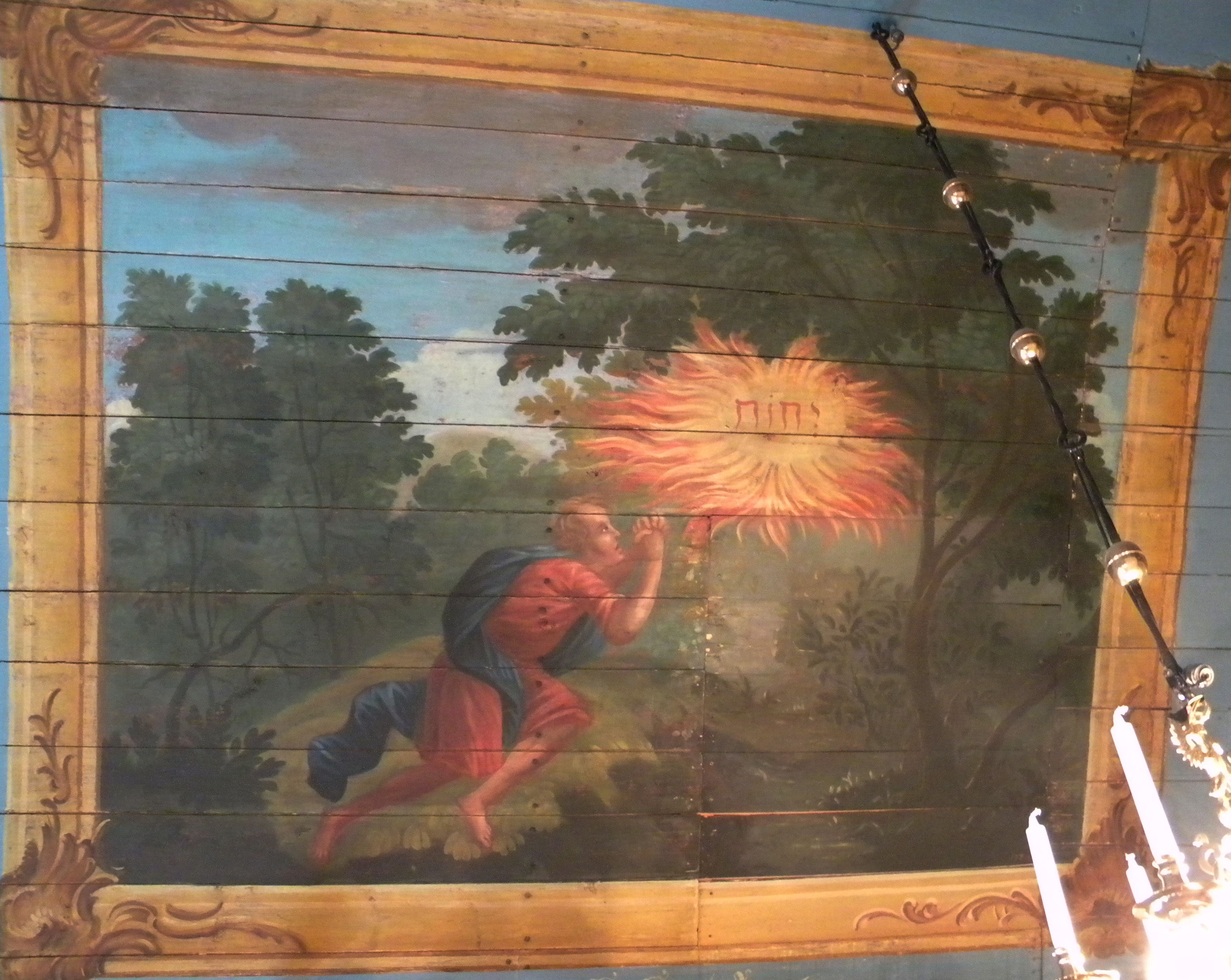
Mojżesz i tetragram JHWH w krzewie gorejącym (obraz z 1770 r.)

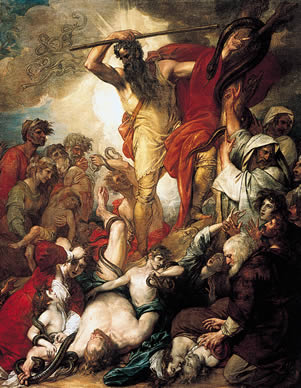
Mojżesz podnoszący węża miedzianego, który chronił Izraelitów przed skutkami ukąszeń węży

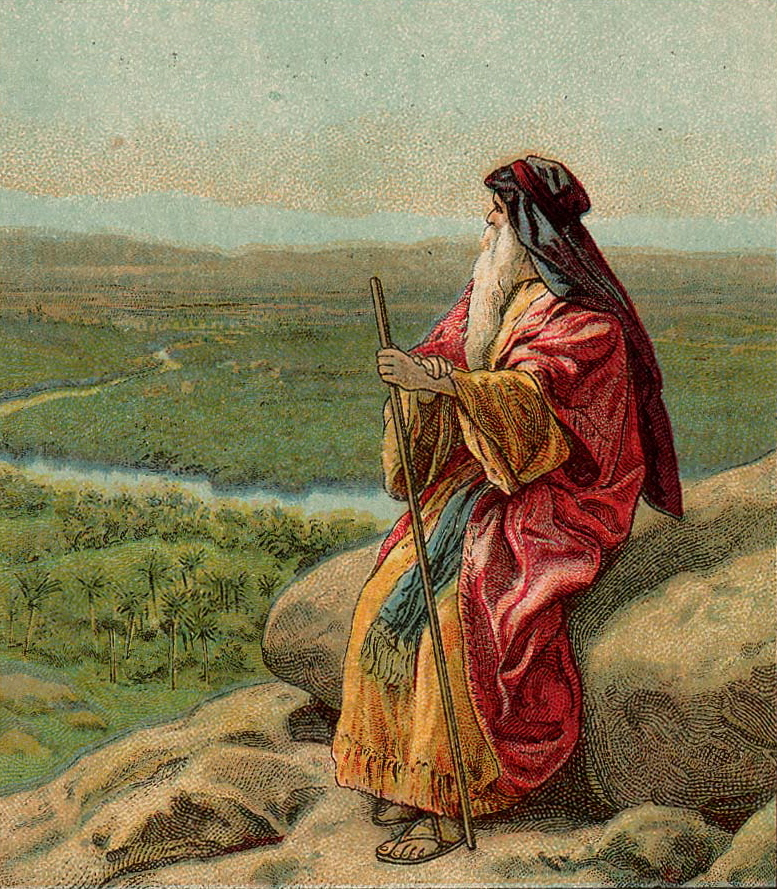
Mojżesz spoglądający przed śmiercią na Ziemię Obiecaną (ilustracja z 1907 r.)

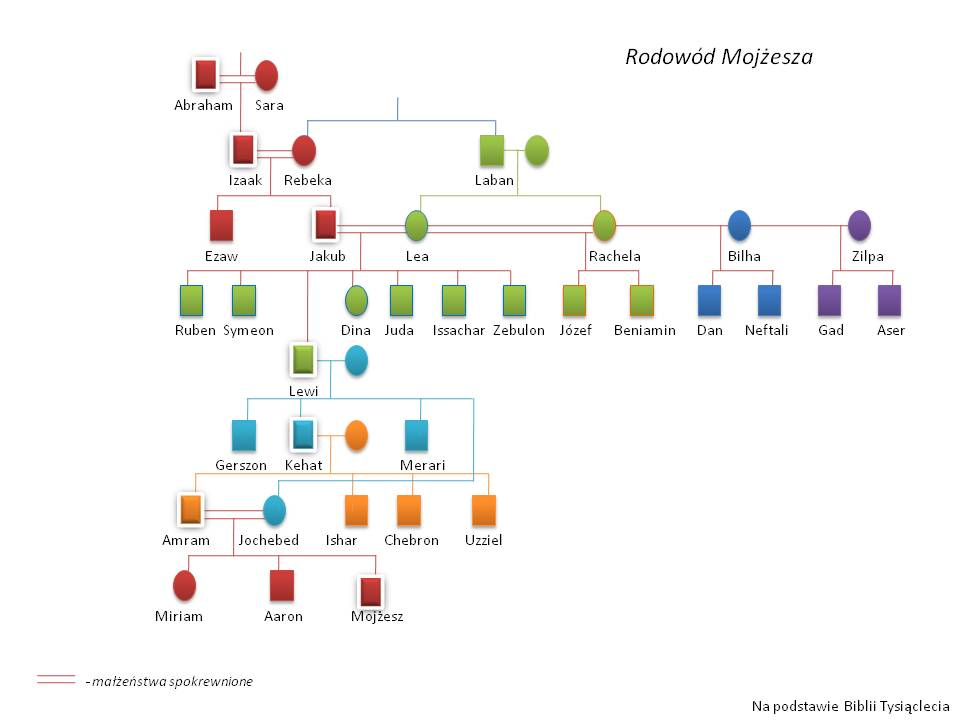
Rodowód Mojżesza

Mojżesz (łac. Moyses, hebr. מֹשֶׁה Mosze, arab. موسى, Musa, cs. Prorok Bogowidiec Moisiej) – postać biblijna, przywódca Izraelitów w okresie ich wyjścia z Egiptu i wędrówki do Ziemi Obiecanej, święty prorok. Według niektórych źródeł żył prawdopodobnie w XIII wieku p.n.e. (według Biblii 120 lat). Syn Amrama i Jokebed (Amram był bratankiem swojej żony Jokabed – Wj 6:20), brat Aarona i Miriam. Są także badacze, którzy twierdzą, że Mojżesz nie jest postacią historyczną, nie wykluczając jednocześnie możliwości istnienia innej osoby, która stała się jego pierwowzorem.

## Imię
Według tradycyjnej etymologii imię Mojżesz pochodzi od rdzenia משה wyciągać, wyjmować, wyjąć, jako że został wyciągnięty z rzeki (Nilu) i adoptowany przez córkę faraona.
Józef Flawiusz w Dawnych dziejach Izraela (ks. I 228) uważa, że etymologia tego imienia wiąże się z ostatnią sylabą wyrazu (Mou)ses nadając mu w ten sposób znaczenie „ocalony”, gdyż wodę Egipcjanie nazywają „moy”, a ludzi uratowanych „eses”. Pięćdziesiąty dziewiąty przypis z II księgi Dawnych dziejów Izraela Józefa Flawiusza z wydania 2001 informuje, że współcześni krytycy dopatrują się w tym imieniu egipskiego wyrazu „mosu” – syn. Występuje on również w innych imionach np. Tutmosis, Ahmosis.

## Wiek, w którym żył Mojżesz
Archeologia nie dostarcza dowodów istnienia zarówno Mojżesza, jak i exodusu.
Głównym źródłem informacji pozostaje przekaz biblijny.
Większość biblistów skłania się obecnie do XIII w. p.n.e., ale istnieją również inne przypuszczenia, z których najbardziej znaczącym jest XV w. p.n.e.
Okres, w którym żył Mojżesz, wyznacza się pośrednio – według opisu biblijnego musiał on żyć w czasie, kiedy nastąpiło wyjście Izraelitów z Egiptu.
Sama Biblia stwierdza: „W roku czterysta osiemdziesiątym po wyjściu Izraelitów z ziemi egipskiej, w miesiącu Ziw, to jest drugim, czwartego roku panowania nad Izraelem Salomona rozpoczął on budowę domu dla Pana”. Panowanie Salomona przypada na X w. p.n.e. Jeśli od wyjścia z Egiptu do tego czasu minęło 480 lat, oznacza to XV wiek (około roku 1446 p.n.e.). Wśród biblistów istnieją też próby traktowania liczby 480 symbolicznie, aby doprowadzić do harmonii między tekstem biblijnym a opinią większości historyków.
Dyskusje na podstawie odkryć archeologicznych dotyczą głównie następujących problemów:
- brak bezpośrednich informacji w egipskich inskrypcjach na temat wyjścia[17]
- możliwość istnienia w XV w. takich narodów, jak Edom czy Moab – wspomnianych w sprawozdaniu biblijnym[14][19][20][21]
- problem nazewnictwa miasta Ramses, przy którego budowie mieli pracować Izraelici w opisie Księgi Wyjścia[13][14]
- poszukiwanie śladów podboju Kanaanu, które miało nastąpić 40 lat po opuszczeniu Egiptu[14][16][22]
- umiejscowienie w czasie i przestrzeni Izraelitów na steli Merenptaha[13][21][22][23][24][25]
- interpretacja odkryć w Chasor i wniosków, od jak dawna Izraelici zamieszkują Kanaan[14].

Powyższe zagadnienia powodują znaczne rozbieżności w interpretacji wydarzeń historycznych, przy czym koncepcja wyjścia Izraelitów z Egiptu (a więc również życia Mojżesza) w XV w. p.n.e. jest opinią mniejszościową.

## Historia Mojżesza według Józefa Flawiusza
Gdy Egipcjanie zapomnieli już o zasługach Józefa, który uratował ich od siedmioletniego nieurodzaju (minęło już ponad 400 lat), poczęli ciemiężyć i prześladować Izraelitów mieszkających na ich ziemiach. Jeden z kapłanów króla Egiptu (według historyka żydowskiego II w. p.n.e., FHG 3 Artapanosa nazywał się Chenefres) wywróżył, że narodzi się Izraelita, który ukróci potęgę Egiptu, a Izraelitów wzmocni. Uląkł się król i nakazał zabić wszystkich nowo narodzonych chłopców z rodzin Izraela.
Dziecko urodziło się z Amarama i Jochabeli, matka jego powiła je w ciszy, gdyż bóle porodowe były słabe. Dzięki temu udało im się ukryć dziecko przed prześladowcami. Po trzech miesiącach rodzice upletli kosz i puścili dziecko na rzekę, gdyż dłuższe ukrywanie go zrobiło się zbyt niebezpieczne dla całej rodziny. Siostra dziecka – Miriam (Mariame) śledziła kosz i gdy wyłowiła go Termutis córka króla, Mariame poradziła by płaczące dziecko nakarmiła kobieta z jego plemienia i w taki sposób jego matce powierzono karmienie i wychowanie dziecka.
Według Józefa Flawiusza, Mojżesz jako dziecko był niezwykle urodziwy, dlatego więc nowa matka ukochała go ponad wszystko i uczyniła przyszłym następcą tronu, gdyż faraon nie miał innego męskiego potomka.
Podczas gdy ludy Etiopii napadły na Egipt, Mojżesz poprowadził przeciw najeźdźcy armię egipską i zdobył wrogą stolicę, miasto Saba oraz poślubił Tarbis, córkę jednego z tamtejszych królów.
Gdy chciał wrócić, nastroje Egipcjan pomimo zwycięstwa nie były mu przychylne, więc uciekł na pustynię do miasta Madiane (zob. Madianici). Tam uratował napadnięte przez pasterzy córki Raguela, za co otrzymał stada i Saforę (jedną z córek Raguela) za żonę. Miał z nią potem dwóch synów, Gersa i Elezara. Prowadził życie pasterza, aż pewnego dnia udał się do nieuczęszczanego przez innych miejsca na górze Synaj. Tam w postaci krzaka, który płonął, lecz się nie spalał, ukazał mu się Bóg. Nakazał on Mojżeszowi wracać do Egiptu i przeprowadzić lud Izraela przez pustynię do Ziemi Obiecanej. Wtedy też Bóg objawił Mojżeszowi swoje imię. Mojżesz udał się do Egiptu i cudami przekonał swój naród, że przysłał go Bóg. Faraon, nie chciał jednak słyszeć o wypuszczeniu Izraelitów z Egiptu i sprowadził na siebie gniew Boga Izraelitów w postaci Plag (między innymi spowodowanie przez Boga Izraelitów śmierci najstarszych synów we wszystkich rodzinach Egipcjan – Wj 11,5), które spadły na Egipt. Mojżesz przed ucieczką Żydów z Egiptu kazał Żydówkom ograbić podstępem Egipcjanki ze złota i srebra: „Każda bowiem kobieta pożyczy od swojej sąsiadki i od pani domu swego srebrnych i złotych naczyń oraz szat. Nałożycie to na synów i córki wasze i złupicie Egipcjan” (Wj 3, 22). W końcu król Egiptu ugiął się pod bezmiarem nieszczęść i zezwolił na odejście Izraelczyków. Mojżesz ze względu na Filistynów, którzy pałali nienawiścią do Hebrajczyków, obrał trudną i niebezpieczną drogę, która prowadziła też przez Pustynię Sin ku Górze Synaj, na którą Bóg kazał im przybyć by złożyć ofiarę. Egipcjanie wkrótce pożałowali, że ugięli się pod naciskiem Mojżesza i faraon wysłał armię, by sprowadzić ich z powrotem. Hebrajczycy znaleźli się w tragicznej sytuacji i gdyby nie boska pomoc, zginęliby pokonani przez miecze Egipcjan. Bóg sprawił, że morze się rozstąpiło, Mojżesz i Izraelici uciekli przez jego środek, a pogoń zginęła w odmętach powracających na swe miejsce wód.
Mojżesz uprosił Boga o pokarm z nieba i wodę ze skały, tak by nie pomarli podczas wędrówki przez pustynię. Poprzez wzniesione ręce Mojżesza Izraelczycy odnieśli zwycięstwo nad atakującym ich plemieniem Amalekitów (bitwa pod Refidim).
Po przybyciu na górę Synaj lud otrzymał od Boga 10 przykazań, a Mojżesz spisał te prawa, by wiedzieli, jak mają postępować. Mojżesz wybudował przybytek, by nie musieli za każdym razem udawać się na górę Synaj, gdy chcieliby się modlić do Boga. Aarona, swojego brata ustanowił arcykapłanem. Całe plemię Lewiego ustanowił opiekunami przybytku. Następnie wyprawił zwiadowców do ziemi kananejskiej, ci jednak wrócili strwożeni potęgą ludów ją zamieszkujących i swoim strachem zarazili pozostałych Izraelitów, którzy po raz kolejny złorzeczyli Mojżeszowi. Bóg ukarał Hebrajczyków za szemrania, skazując ich na czterdziestoletnią tułaczkę i oznajmiając im, że dopiero ich synowie wejdą do Ziemi Obiecanej. Z bożą pomocą Mojżesz przeżył jeszcze bunt najstarszych z plemion Hebrajczyków, domagających się arcykapłaństwa. Walczył także z okolicznymi plemionami kananejskimi, zgodnie z nakazami Boga, by przedrzeć się przez ziemie, których nie chcieli udostępnić.
120-letni już Mojżesz przemówił do ludu, oznajmiając, że nadszedł kres jego życia i wraz z wyznaczonym przez siebie wodzem Jozuem, synem Nuna, i arcykapłanem Eleazarem wstąpili na górę Abarim. Tam, gdy rozmawiali ze sobą, zstąpiła na niego chmura i zniknął w wąwozie. Mojżesz przewodził Izraelowi przez czterdzieści lat wędrówki po pustyni, jednak nie dane mu było wejść do Ziemi Obiecanej Kanaan za grzech, którego się dopuścił u źródeł Meriba. Pochowany został w nieznanym miejscu w krainie Moab.
Tradycja, zarówno żydowska, jak i chrześcijańska, przypisywała Mojżeszowi spisanie całego Pięcioksięgu (z wyjątkiem opisu jego śmierci). Według niektórych biblistów można mówić o tym, że Mojżesz zajmował się działalnością literacką i niektóre urywki Pięcioksięgu mogą być jego autorstwa.

## Mojżesz według hellenistycznej diaspory żydowskiej w Egipcie
W diasporze żydowskiej w Egipcie w czasach hellenistycznych niektórzy zaadaptowali wizerunek Mojżesza do swojej nowej kultury, łącząc synkretycznie tradycję żydowską z tradycją egipską i grecką. Artapanos na podstawie podobieństwa brzmienia imienia, utożsamił go z Muzajosem. Jednocześnie odwrócił relację między Muzajosem a Orfeuszem, opisując tego drugiego jako ucznia Muzajosa. Ponadto według Artapanosa grecki kult Hermesa był w gruncie rzeczy kultem Mojżesza. Wynikało to z tego, że Mojższesza-Muzajosa utożsamił z Thotem, w tradycji hellenistycznej z kolei utożsamianym z Hermesem. Według ówczesnej mitologii Thot-Hermes był wielkim wynalazcą i filozofem, więc Mojżesz Artapanosa miał być twórcą egipskiej administracji oraz wynalazcą m.in. statków, machin budowlanych i wojennych, urządzeń hydrotechnicznych i hieroglifów. Z tego względu Egipcjanie mieli Mojżeszowi zacząć oddawać cześć boską, przy czym Artapanos, zachowując podstawę judaizmu, nie określa Mojżesza jako równego Jahwe. Niemniej, Mojżesz miał promować kult wielu bóstw, w tym zoolatrię, co stoi w jawnej sprzeczności z judaizmem, nieco łagodząc to faktem pożyteczności czczonych zwierząt
Artapanos, tworząc własną wersję życiorysu Mojżesza, nie tylko uzupełnił ją o elementy spoza relacji biblijnych, ale zmienił niektóre fakty. Według niego córka faraona, która adoptowała Mojżesza nazywała się Merris. Jej ojcem miał być faraon Palmanothes, a mężem jeden z podległych mu królów małych państw egipskich Chenefres, który dzięki dokonaniom Mojżesza miał się stać jedynowładcą Egiptu. Pod rządami Chenefresa Mojżesz miał zreformować zarządzanie państwem, organizując 36 nomów, każdy z lokalnym władcą i bóstwem. Miał założyć Hermopolis, zgodnie ze swoim greckim przydomkiem. Powodzenie Mojżesza miało wzbudzić zawiść przybranego ojca, który wysyłał go na niebezpieczne wyprawy wojenne z nadzieją na to, że zginie. Gdy to się nie udało, polecił mu eskortować ciało zmarłej Merris do Etiopii, nasyłając na niego siepacza. Mojżesz jednak obronił się, pochował ciało przybranej matki i za namową Aarona schronił w Arabii u jej władcy Raguela. Następnie poślubił córkę Raguela. Ten, chcąc uczynić swojego zięcia królem Egiptu, planował wojnę z tym krajem, jednak Mojżesz odwiódł go od tego, obawiając się o los zamieszkujących go Izraelitów. Ponieważ następca Chenefresa gnębił Izraelitów, Mojżesz udał się do niego z żądaniem ich uwolnienia. Po serii wydarzeń, częściowo zgodnych z opisem biblijnym, jak plagi egipskie, częściowo zaś od niego odbiegających, Mojżeszowi udaje się wyjście Izraelitów z Egiptu. Artapanos pominął kluczowe dla żydowskiej tradycji wydarzenia z życia Mojżesza takie jak przymierze Boga z narodem wybranym i przekazanie dekalogu. Zmodyfikował również historię krzewu gorejącego i wprowadził elementy tabu dotyczącego wymawiania imienia Boga i posługiwania się tetragramem nieznane z nieco wcześniejszej Septuaginty.
W relacji Artapanosa Mojżesz był legendarnym przywódcą ubóstwionym przez pogan. Jego czyny prowadzące do uwolnienia Izraelitów z Egiptu przypominają czary, a promowanie wielobóstwa jest przedstawione jako sposób na obłaskawienie Egipcjan. Wpisuje się ona w nurt tworzony m.in. przez Arystobula z Paneas, w którym osiągnięcia greckiej i egipskiej cywilizacji są w istocie dziedzictwem hebrajskim i jest między nimi więcej podobieństw niż różnic. Jednocześnie przedstawia historię Izraelitów jako lojalnych wobec egipskich władców, co może być walką z ówczesną postacią antysemityzmu.
Inny aleksandryjski Żyd, żyjący w III lub II wieku p.n.e. Ezechiel, historię Mojżesza przedstawił w postaci dramatu. W odróżnieniu od Artapanosa, historia Mojżesza jest w nim bardzo bliska przekazowi biblijnemu, jednak Jetro (Raguel) jest tu nie kapłanem, a królem, a Madian znajduje się w Afryce, a nie Arabii.

## Mojżesz u Tacyta
Na początku V księgi Dziejów Tacyt, opisując zdobycie Jerozolimy przez Tytusa, przytacza opowieść o Mojżeszu i wyjściu Żydów z Egiptu. Tekst ma charakter wyraźnie antysemicki, a osią narracji czyni rzymski historyk legendę o stadzie osłów pomagających Żydom na pustyni, przez co czczą oni w Świątyni Jerozolimskiej podobiznę tego zwierzęcia. Plotka o czczeniu przez Żydów oślej głowy (onolatria) była bardzo rozpowszechniona w antycznym świecie.

Przeważna część pisarzy zgodnie utrzymuje, że w Egipcie wybuchła zaraza, która ciała szpeciła; wtedy król Bokchoris zwrócił się do wyroczni Hammona i prosił go o środek zaradczy; otrzymał od niego rozkaz, aby swoje królestwo oczyścił i tę rasę ludzi, jako przez bogów znienawidzoną, do innych krajów wysiedlił. Poczęto ich zatem wyszukiwać i zebraną rzeszę na pustyni porzucono. Podczas gdy inni w swych łzach zakrzepli, jeden z wygnańców, Mojżesz, upomniał ich, aby ze strony bogów ani ludzi żadnej pomocy nie oczekiwali, gdyż jedni i drudzy ich opuścili, lecz sobie samym zaufali pod wodzem niebiańskim, który pierwszy obecną złą dolę przezwyciężyć im dopomoże. Przyklasnęli mu i nie znając zupełnie kraju marsz na oślep rozpoczęli. Lecz nic ich tak nie dręczyło jak brak wody: już bliscy zagłady na całej legli równinie, kiedy stado dzikich osłów, z pastwiska wracając, w stronę skały ocienionej gajem pobiegło. Mojżesz poszedł za nimi i tak jak po zarosłym trawą gruncie wnioskował, obfite żyły wodne odkrył. To było dla nich ulgą; po sześciu dniach nieprzerwanego marszu w siódmym wzięli w posiadanie ziemię, której mieszkańców wypędzili, i tamże miasto założyli oraz dom boży poświęcili. Mojżesz, chcąc się na przyszłość co do tego ludu upewnić, nowe mu nadał obrządki, sprzeczne z obrządkami innych ludzi. Bezbożne tam jest wszystko, co u nas jest święte, a na odwrót, dozwolone jest u nich to, co u nas za zakałę uchodzi. Obraz zwierzęcia, za którego wskazówką wyzbyli się tułaczki i pragnienia, w przybytku bożym poświęcili, zabili na ofiarę barana, niby na wzgardę Hammonowi; tak samo wołu ofiarują, ponieważ Egipcjanie Apisowi cześć oddają.

## Mojżesz w katolicyzmie
Kościół katolicki obchodzi wspomnienie Mojżesza jako proroka i prawodawcy 4 września.

## Ikonografia
Mojżesz w chrześcijańskiej sztuce jest przedstawiany z włosami lub promieniami przypominającymi rogi. Wiąże się to z tłumaczeniem hebrajskiego słowa qaran oznaczającego ‘promienieć’, ale również ‘wypuszczać rogi’. Według Biblii twarz Mojżesza schodzącego z Synaju z tablicami przymierza miała być opromieniona na skutek bliskiego spotkania z Bogiem. Jednak św. Hieronim, tworząc tłumaczenie Wulgaty, wybrał tę drugą opcję.

## Pomniki Mojżesza w Polsce
- Łódź – pomnik, którego autorem jest Gustaw Zemła, znajduje się w Parku Staromiejskim[34].